# Панкас
Панкас (порт. Pancas)  —  муниципалитет в Бразилии, входит в штат Эспириту-Санту. Составная часть мезорегиона Северо-запад штата Эспириту-Санту. Входит в экономико-статистический  микрорегион Колатина. Население составляет 18 465 человек на 2006 год. Занимает площадь 823,834 км². Плотность населения — 24,2 чел./км².
Праздник города —  13 мая.

## История
Город основан 13 мая 1963 года.

## Статистика
- Валовой внутренний продукт на 2003 составляет 49.963.964,00 реалов (данные: Бразильский институт географии и статистики).
- Валовой внутренний продукт на душу населения на 2003 составляет 2.478,25 реалов (данные: Бразильский институт географии и статистики).
- Индекс развития человеческого потенциала на 2000 составляет 0,667 (данные: Программа развития ООН).